# Doriskos
Doriskos (en grec ancien : Δορίσκος) est une ancienne ville thrace hellénisée, capitale du peuple thrace des Corpillices, sur la côte nord de la Mer Égée, dans la riche plaine du même nom, parcourue par le fleuve Hèbre.
Darius le Grand, l'empereur perse, la prend sans résistance lors de son expédition contre les Thraces et les Scythes en -522 et l'inclut dans la satrapie de Skidra ; il y fit élever une forteresse et construire des entrepôts et des casernes pour les troupes impériales.
Herodote (7.59) rapporte que Xerxès Ier, durant la seconde guerre médique, y fit halte en -480, après avoir traversé l'Hellespont, afin d'y passer ses troupes et ses navires en revue. À cette occasion, Maskamès, fils de Megadostès, succéda comme gouverneur de Doriskos à celui, fort âgé, que Darius avait nommé.
Après la défaite perse et la victoire grecque, la cité appartint au royaume thrace d'Odrysie puis, en -300 environ, devint macédonienne et enfin romaine en -148. Ce fut une escale sur la Via Egnatia, mais progressivement elle est éclipsée par la nouvelle cité de Traïanoúpoli ainsi nommée en l'honneur de Trajan. L'envasement du port (du aux sédiments de l'Hèbre) et les invasions des Goths (au IVe siècle) accentuent son déclin, mais Doriskos ne disparaît pas puisqu'Étienne de Byzance la mentionne encore comme polis (cité) au VIe siècle.
Aujourd'hui, c'est un village agricole du district régional de l'Évros ; le rivage, en un millénaire et demi d'alluvionnement fluvial, s'est éloigné de plus d'une dizaine de kilomètres. Selon le recensement de 2021, la localité compte 490 habitants.